# باسكت سرقسطة
باسكت سرقسطة 2002 (بالإسبانية: Basket Zaragoza 2002)‏ هو فريق كرة سلة إسباني تأسس في 2002 يقع في سرقسطة. يلعب في ليغا أيه سي بي.

## وصلات خارجية
- الموقع الإلكتروني